# Asplenium longicauda
Asplenium longicauda är en svartbräkenväxtart som beskrevs av William Jackson Hooker. Asplenium longicauda ingår i släktet Asplenium och familjen Aspleniaceae. Inga underarter finns listade.